# Grebišće
Grebišće je poznata jelšanska plaža. Nalazi se par kilometara iza Jelse, u smjeru Sućurja. Ovo je druga uvala od Jelse prema istoku, dok je prva uvala "Mina", s istoimenim hotelom. Plaža je jedna od rijetkih pješčanih plaža na otoku Hvaru.